# Нарбонна (виконтство)
Вико́нтство Нарбо́нна (фр. Vicomté de Narbonne) — феодальное владение на юге Франции со столицей в городе Нарбонна. Входило в состав графства Тулуза, в XIII веке вместе с ним перешло к королевскому домену.

## История виконтства Нарбонна

### Возникновение виконтства
Первые сведения о графах Нарбонны относятся ко второй половине VIII века, когда город был отвоёван франками у мусульман. С образованием в начале IX века графства Барселона, Нарбонна вошла в состав владений барселонских графов, которые на время своего частого отсутствия для управления городом назначали виконтов. Первым из виконтов Нарбонны, упоминаемых в исторических источниках, был Киксила (817—821). В течение следующих десятилетий власть нарбоннских виконтов значительно укрепилась. Виконт Линдой (876—878) принял участие на стороне королевских войск в подавлении мятежа Бернара Готского, что позволило ему разорвать вассальные обязательства по отношению к графам Барселоны. С конца IX века власть виконтов Нарбонны стала наследственной.

### Виконты Нарбонны из дома Майеля
В начале X века виконтом Нарбонны был Майель. Точно неизвестно, в каких родственных отношениях он находился с предшествующими виконтами. Вероятно, он и его потомки были вассалами архиепископов Нарбонны или графов Тулузы, либо были от них в другой степени зависимости. Есть предположение, что женой Майеля была дочь Раймунда I, графа Тулузы. Он имел трёх сыновей, из которых два младших стали родоначальниками новых династий.
Его второй сын Обри (880/890—10 сентября 945) стал основателем Маконского дома, три представителя которых правили в графстве Макон. Младший сын Майель II (ум. июнь 949/20 апреля 950) образовал виконтство Макон, зависимое от графов Макона.
В виконтстве Нарбонна Майелю I наследовал его старший сын Готье. Он стал виконтом ранее 15 июня 911 года. Так как дата смерти его отца не установлена, неизвестно когда на самом деле Готье получил виконтство. Предполагается, что Готье имел двух сыновей: Раймунда и Майеля, ставшего виконтом, однако их происхождение точно не установлено. Возможно, Раймунд имел также сына Майеля, умершего в августе 933 года. Ни Раймунд, ни его сын Майель не упоминались в современных им документах как виконты Нарбонны. Из этого следует предположить, что Готье умер позднее, чем Майель, сын Раймунда. Тогда виконтом мог стать младший сын Готье, Майель III, который действительно упоминается как виконт Нарбонны 24 октября 946 года. Никаких других упоминаний о Майеле III не сохранилось.
Тогда же упоминаются дети Майеля III, однако, ни один из них не стал виконтом Нарбонны. Следуют предположить, что старшая ветвь этого дома, не считая графов и виконтов Макона, угасла или потеряла власть над Нарбонной, уступив её дому де Нарбонн, представители которого упоминаются как правители Нарбонны вскоре после смерти Майёля III.

### Дом де Нарбонн
Дом де Нарбонн появился ранее, чем дом указанный выше, ещё в VIII веке. Его первым достоверным представителем стал виконт Франкон I. В первый и последний раз он упоминается 10 сентября 852 года. Его преемником стал Франкон II, который скорее всего был его ближайшим родственником или сыном. В средневековых источниках говорится, что граф Барселоны Вифред Волосатый назначил некоего Франко своим заместителем в виконтстве Осона. Этим Франко мог быть Франкон II. Также он может быть идентичен ещё одному Франкону, который упоминается в то же время.
Следующим виконтом Нарбонны был Эд (ум. 936), предположительно сын Франкона II. Во время его правления, среди подписавших хартию от 28 сентября 926 года, был Вульфрад и его жена Рихильда Барселонская. Этот Вульфрад мог быть младшим братом Эда, принявшим управление виконтством во время его отсутствия и действовавшим от имени Эда вместе с его женой.
После смерти своего отца управление над виконтством взял Матфрид (ум. 969). Его супругой была некая Адела, вероятно, дочь Раймунда III Понса, графа Тулузы. После его смерти виконтство досталось сыну Матфрида Раймунду I (ум. 1019), а затем второму сыну Раймунда I Беренгеру (ум. после 5 февраля 1067). Последний имел двух сыновей, Раймунда II (ум. 1080/1084) и Бернара (ум. до 1077). В числе детей Раймунда II старшим был Бернар, сеньор Аля, ставший основателем дома де Нарбонн-Пеле. Его потомки впоследствии правили в графстве Мельгёй.

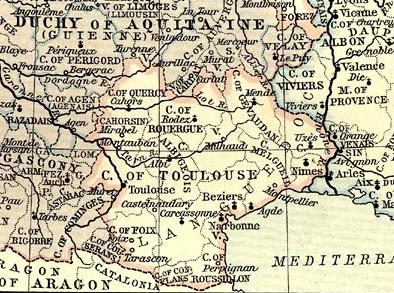
Виконтство Нарбонн на карте графства Тулуза в 1154 г.

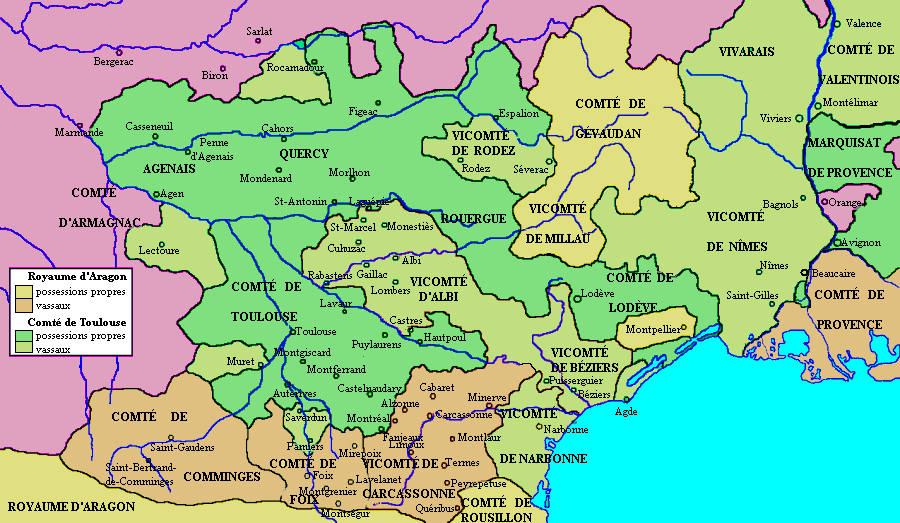
Лангедок накануне Альбигойского крестового похода (1209 год)

Бернару, младшему сыну Раймунда I, поочередно наследовали его сын Эмери I (ум. 1105/1106) и внук Эмери II (уб. 17 июля 1134). Его старшая дочь от первого брака, Ирменгарада (ум. 14 октября 1197), была последней представительницей дома де Нарбонн, правящей в виконтстве. После её смерти виконтством завладела её сестра Эрмесинда (дочь Эмери II от третьего брака), которая вышла замуж за испанского дворянина Педро Манрике де Лара. Он стал первым виконтом Нарбонны из дома де Лара.

### Дом де Лара
Педро Манрике де Лара (ум. январь 1202), муж Эрмессинды де Нарбонн, основал ветвь виконтов Нарбонны в доме де Лара. Ему наследовал сын дон Манрике Манрике (ум. 25 февраля 1236), а тому, в свою очередь, сын Амори I (ум. 1270). Дочь Манрике Манрике, Ирменгарда, вышла замуж за Роже Бернара II де Фуа. Из детей Амори I наиболее известны виконт Эмери IV (ум. 1298), ставший графом Нарбонны, и Амори де Нарбонн, основатель рода баронов де Талейран.
Амори II (ум. 1328), сын Эмери IV, имел двух сыновей: Эмери V (ум. 1328) и Эмери VI (ум. 1336). Эмери VI передал виконтство Нарбонна своим сыновьям Амори III (ум. 1341) и Эмери VII (ум. 1388). Сын последнего, Гильом I (ум. ок. 1397), передал виконтство своему сыну Гильому II (уб. 1423). После этого виконтство перешло к дому де Тиньерс.

### Дом де Тиньерс

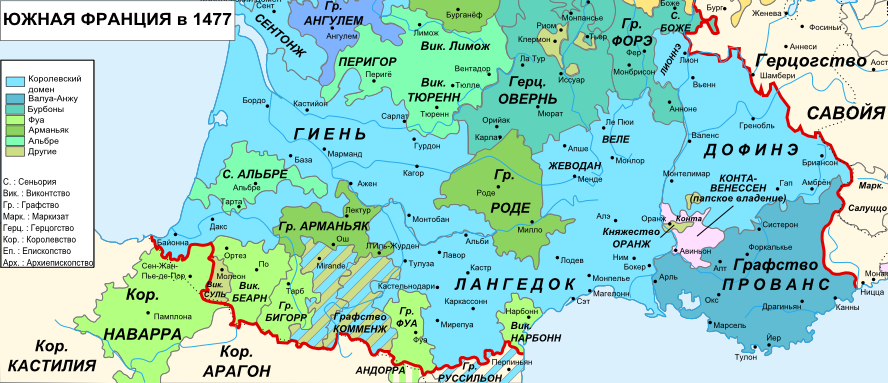
Виконтство Нарбонн на карте Южной Франции 1477 г.

Гильом де Тиньерс был сыном Пьера де Тиньерс. После смерти Гильома I, виконта Нарбонны, он женился на его вдове Гверине де Бофор-Канильяк, однако он никогда не использовал титул виконта Нарбонны, тогда как его сын, Пьер Гильом, наследник виконтства, стал виконтом Нарбонны под именем Пьера Гильома III. После его смерти виконтство перешло к его сестре Маргарите, которая продала его Гастону де Фуа, сохранив при этом титул до конца жизни.
После Гастона де Фуа виконтством владел его средний сын Жан (ум. 1500), которому наследовал сын Гастон. В 1507 году Гастон обменял у своего дяди Людовика XII графство Этамп и виконтство Нарбонна на герцогство Немур. Получив Нарбонну, король упразднил этот титул, а виконтство стало частью французского королевского домена.

## История герцогства Нарбонна
Все герцоги Нарбонны были из Тулузского дома. Первым герцогом Нарбонны стал граф Тулузы Раймунд IV, один из предводителей Первого крестового похода. Неизвестно, каким образом Раймунд стал обладателем герцогства. Скорее всего, Нарбонна ранее также входила в состав графства Тулуза, но именно он стал первым титуловаться герцогом Нарбонны. Все последующие потомки Раймунда IV носили титул герцогов Нарбонны. В 1271 году скончалась графиня Жанна, после чего герцогство перешло к королевскому домену вместе со всем графством Тулуза.

## Список виконтов Нарбонны

### Неизвестный дом
- ?—до 15 июня 911 : Майель I (ум. после 15 июня 911)
- после 15 июня 911—? : Готье, сын предыдущего
- ?—август 933 : Майель II, сын предыдущего
- август 933—после 24 октября 946 : Майель III (ум. после 24 октября 946), брат предыдущего

### Дом де Нарбонн
- ?—после 852 : Франкон I (ум. после 852)
- после 852—? : Франкон II (умер в 924)
- ?—936 : Эд (ум. ок. 936), сын предыдущего
- ?—? : Вульфрад (895—после 26 сентября 926), брат предыдущего
- 936—969 : Матфред (ум. 969), племянник предыдущего
- 969—1019 : Раймунд I (ум. 1019), сын предыдущего
- 1019— после 5 февраля 1067 : Беренгер (ум. ок. после 5 февраля 1067), сын предыдущего
- после 5 февраля 1067—1080/1084 : Раймунд II (ум. 1080/1084), сын предыдущего
- после 5 февраля 1067—до 1077 : Бернар (ум. до 1077), брат предыдущего
- до 1077—1105/1106 : Эмери I (ум. 1105/1106, Сирия), сын предыдущего
- 1105/1106—17 июля 1134 : Эмери II (ум. 17 июля 1134), битва при Уэска, Арагон), сын предыдущего
- 17 июля 1134—14 октября 1197: Эрменгарда (ум. 14 октября 1197, Перпиньян), дочь предыдущего

### Дом де Лара
- до 1192—январь 1202 : дон Педро Манрике де Лара[1] (ум. январь 1202)
- январь 1202—25 февраля 1236 : дон Манрике Манрике де Лара[2] (ум. 25 февраля 1236), сын предыдущего
- 25 февраля 1236—1270: Амори I[3] (ум. 1270), сын предыдущего
- 1270—1298 : Эмери IV[3] (ум. 1298), сын предыдущего
- 1298—1328 : Амори II (ум. 1328), сын предыдущего
- 1328—1328 : Эмери V (ум. 1328), сын предыдущего
- 1328—1336 : Эмери VI (ум. 1336), брат предыдущего
- 1336—1341 : Амори III (ум. 1341), сын предыдущего
- 1341—1388 : Эмери VII (ум. 1388), брат предыдущего
- 1388—ок.1397 : Гильом I (ум. ок.1397), сын предыдущего
- ок.1397—1423 : Гильом II (уб. в битве 1423), сын предыдущего

### Дом де Тиньерс
- 1423—1447 : Пьер Гильом III (ум. 1447), сын Гильома, второго мужа вдовы Гильома I; в 1447 г. продал Нарбонну дому де Фуа

### Дом де Фуа
- 1447—1468 : Гастон I де Фуа (ум. 1472)
- 1468—1500 : Жан де Фуа (ум. 1500), сын предыдущего
- 1500—1507 : Гастон II де Фуа (ум. 1512), сын предыдущего

## Список герцогов Нарбонны
- 1088—1105 : Раймунд IV (VI) (ум. 1105), герцог Нарбонны, граф Тулузы, маркиз Прованса, граф Триполи
- 1105—1109 : Бертран (ум. 1112), герцог Нарбонны, граф Тулузы, граф Триполи и маркиз Прованса, сын предыдущего
- 1109—1148 : Альфонс I Иордан (1103—1148), герцог Нарбонны, граф Тулузы и маркиз Прованса, брат предыдущего
- 1148—1194 : Раймунд V (VII) (ум. 1194), герцог Нарбонны и граф Тулузы, сын предыдущего
- 1148—1148 : Альфонс II (ум.1175/1189), герцог Нарбонны и граф Тулузы (соправитель Раймунда V), брат предыдущего
- 1194—1222 : Раймунд VI (VIII) (ум. 1222), герцог Нарбонны и граф Тулузы, сын предыдущего
- 1222—1249 : Раймунд VII (IX), (ум. 1249), герцог Нарбонны и граф Тулузы, сын предыдущего
- 1249—1271 : Жанна Тулузская (ум. 1271), дочь предыдущего и Санчи Арагонской